# Skúmhöttur
Skúmhöttur är en bergstopp i republiken Island. Den ligger i regionen Austurland, 400 km öster om huvudstaden Reykjavík. Toppen på Skúmhöttur är 778 meter över havet.
Närmaste större samhälle är Seyðisfjörður, omkring 31 kilometer söder om Skúmhöttur. Trakten runt Skúmhöttur består i huvudsak av gräsmarker.